# Emmanuel Mounier

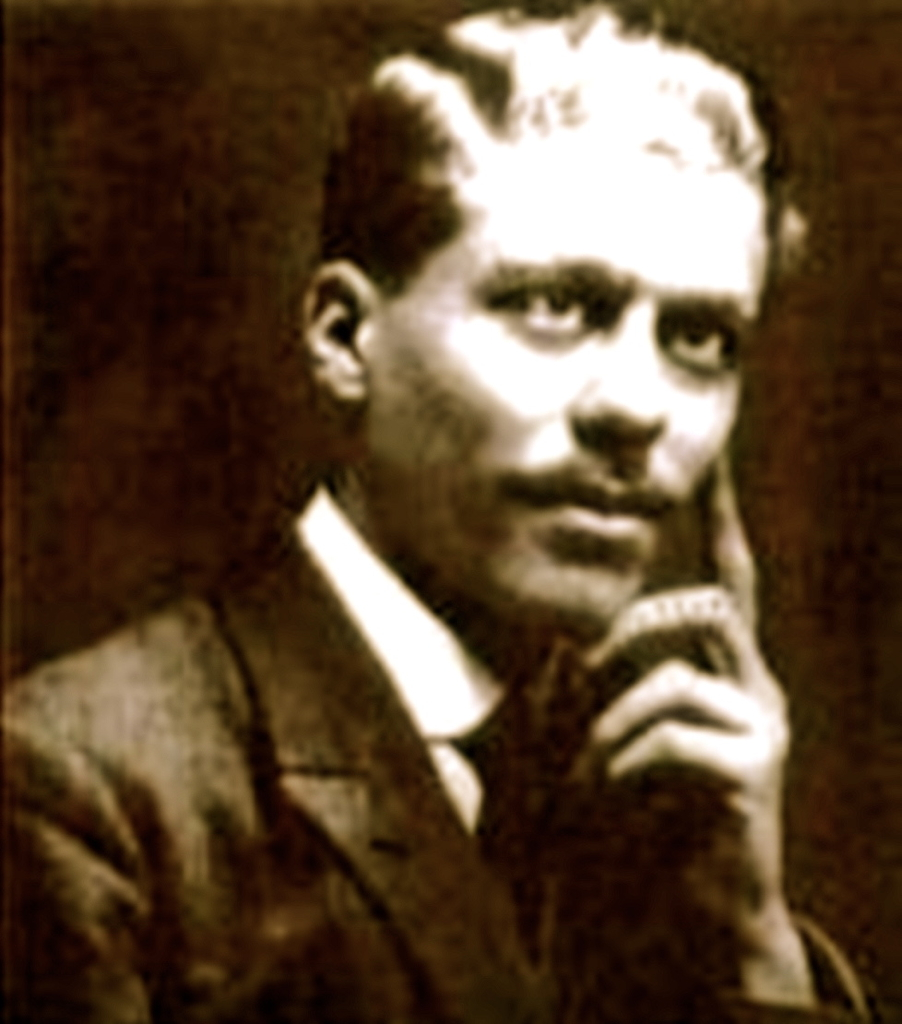
Emmanuel Mounier

Emmanuel Mounier (Grenoble, 12 april 1905 — Châtenay-Malabry, 22 maart 1950) was een Frans katholiek filosoof (met name onderwijsfilosofie) en een van de voormannen van het personalisme. Hij richtte het blad Esprit als spreekbuis van de Franse personalisten op.

## Jeugd
Mounier studeerde filosofie in zijn geboortestad Grenoble waarna hij promoveerde in Parijs. Na zijn studie wilde hij geen wetenschappelijke carrière, maar een beweging oprichten, waartoe hij het tijdschrift Esprit oprichtte. Hij werd beïnvloed door Jacques Maritain en Charles Péguy, over wie hij met Georges Izard in 1930 La pensée de Charles Péguy zou  publiceren. Zijn leermeester aan de universiteit was Jacques Chevalier, die hem als aanhanger van Henri Bergson met diens ideeën bekend maakte. In de jaren 30 ziet Mounier het einde van een beschaving in de opkomst van nazisme en fascisme. Weldra, in 1932, richt hij Esprit op onder het motto refaire la Renaissance. De uitspraak van Péguy la revolution sera morale ou elle ne sera pas geeft de personalistische contouren van Mounier weer. 

## Idee
Geconfronteerd met het kapitalisme, individualisme maar ook het collectivisme stelt hij daar het personalisme tegenover, dat christelijke waarden en de sociale dimensie van de mens omsluit. Zijn visie legt hij neer in Manifeste au service du personnalisme (1936) en Le personnalisme (1949). Voor Mounier is het individu, die hij door autarkie en isolement gekenmerkt ziet, het tegendeel van de persoon, die in relatie staat tot de gemeenschap en zich voortdurend ontwikkelt. De persoon staat boven de persoonlijkheid, is gegeven en uit zich als een aanwezigheid in mijzelf.

## Engagement
Van Paul-Louis Landsberg neemt hij het concept van de notie van het engagement over. Hier ligt de basis voor het actief stelling nemen in concrete vraagstukken. Het pedagogische moment in zijn filosofie brengt hij in verband met de strijd voor een democratische samenleving. Zo betrekt Mounier stelling tegen de nationaalsocialisten en fascisten in 1934, pleit hij voor het Volksfront in 1936, tegen de pacificatiepolitiek jegens Adolf Hitler in München in 1938 en voor de republikeinen in de Spaanse Burgeroorlog in 1939. Met dit politieke engagement schaart Mounier zich aan de zijde van de existentialisten en marxisten. 
In 1940 is Mounier van mening dat Europa voor lange tijd door het totalitarisme overmeesterd zal zijn. Het tijdschrift Esprit is aan censuur onderworpen en wordt door het Vichy-regime in 1941 definitief verboden. In januari 1942 wordt hij op verdenking van deelname aan het verzet gearresteerd en begint met mede-gevangenen een hongerstaking. Na zijn vrijlating in de herfst van datzelfde jaar duikt hij onder. 
Na de bevrijding neemt Mounier het besluit Esprit voort te zetten. Hij keert zich tegen het kolonialisme (en later de oorlog in Algerije) dat ook in Frankrijk meer en meer in de discussie komt, tegen het communisme in Midden- en Oost-Europa (mede naar aanleiding van de staatsgreep in Praag in 1948) en beschouwt de Frans-Duitse verzoening en de Europese eenwording als plicht en ideaal voor de huidige en toekomstige generaties.  

## Personen die Mouniers invloed ondergingen
Mounier oefende (al dan niet grote) invloed uit op onder meer Emmanuel Levinas, Paul Ricœur, Jacques Delors, Charles Taylor, Michael Walzer, Nikolaj Berdjajev, Léopold Senghor maar ook Denis de Rougemont (vertegenwoordiger van de Ordre Nouveau). 
- Bibsys: 90083295
- Biblioteca Nacional de España: XX820202
- Bibliothèque nationale de France: cb12283335n (data)
- Catàleg d'autoritats de noms i títols de Catalunya: 981058523512506706
- CiNii: DA0065918X
- Gemeinsame Normdatei: 118801112
- International Standard Name Identifier: 0000 0001 2125 2790
- Library of Congress Control Number: n79060285
- Nationale Bibliotheek van Letland: 000030547
- Bibliotheek van het Japanse parlement: 00450687
- Nationale Bibliotheek van Tsjechië: skuk0000936
- Nationale bibliotheek van Australië: 35366115
- Nationale Bibliotheek van Israël: 987007302829905171
- Nationale Bibliotheek van Polen: a0000001183513
- Nationale en Universitaire bibliotheek Zagreb: 000101850
- Nederlandse Thesaurus van Auteursnamen: 070058962
- Istituto Centrale per il Catalogo Unico: CFIV004211
- SNAC: w6t196n1
- Système universitaire de documentation: 027470261
- Trove: 927159
- Virtual International Authority File: 27128518
- WorldCat: E39PBJwMxVTc7J4ybkrggJkdQq

1. ↑  L’influence vivante du personnalisme de Mounier sur la philosophie esthétique et la poésie de Léopold Sédar Senghor (2012)